# أوليه أورييخوف
أوليه أورييخوف (بالأوكرانية: Орєхов Олег Борисович)‏ (مواليد 20 أغسطس 1967 في كييف) حكم كرة قدم أوكراني معتزل . قرر الاتحاد الدولي لكرة القدم اعتماده حكما دوليا .